# Maria Cristina Cantù
Maria Cristina Cantù (Varese, 21 dicembre 1964) è una politica italiana.

## Biografia
Nata a Varese, ma vive a Milano; si è laureata a pieni voti in Giurisprudenza e in Scienze politiche presso l'Università degli Studi di Milano.
Dirigente Pubblico dal 1992, apicale dal 1998, ha ricoperto il ruolo di Direttore Generale presso diverse Aziende Sanitarie Locali e Aziende Ospedaliere della Regione Lombardia.

### Attività politica
Iscritta alla Lega Nord, è stata da giugno 1994 a febbraio 1996 consigliere comunale e assessore all'ecologia e ai servizi sociali del comune di Laveno Mombello e da dicembre 1998 al 2000 assessore all'urbanistica, assetto al territorio, edilizia Privata, Affari Istituzionali, Legali, Demografici e Decentramento del Comune di Varese nella giunta presieduta da Aldo Fumagalli.
Ha ricoperto dal 20 marzo 2013 al 31 agosto 2015 l'incarico di Assessore Regionale alla Famiglia, Solidarietà sociale e Volontariato nella X Legislatura di Regione Lombardia all'interno della Giunta Regionale di Roberto Maroni, con deleghe alla Famiglia - Fragilità Sociale: dipendenze, devianze, carceri - Servizi sociosanitari - Volontariato, Associazionismo e Terzo Settore - Conciliazione - Integrazione e, da dicembre 2014, con delega anche alle Pari Opportunità.

#### Elezione a senatore
Alle elezioni politiche del 2018 viene eletta al Senato della Repubblica nel collegio uninominale Lombardia - 02 (Milano - Area statistica 74), sostenuta dal centro-destra (in quota Lega) con il 38,38%, superando il candidato del centrosinistra Franco Maria D'Alfonso (34,74%) e quella del Movimento 5 Stelle Tiziana Santaniello (19,06%).
Dal 21 giugno 2018 è Vicepresidente della 12ª Commissione Igiene e Sanità del Senato della Repubblica.
Alle elezioni politiche del 2022 è candidata al Senato dal centrodestra nel collegio uninominale Lombardia - 03 (Milano) e da capolista nelle liste della Lega nel collegio plurinominale Lombardia - 01. All'uninominale ottiene il 33,29% ed è sconfitta da Antonio Misiani del centro-sinistra (39,08%), tuttavia viene eletta al plurinominale.